# Mycoplasma genitalium
Mycoplasma genitalium (лат.) — вид паразитических бактерий, живущих в половых и дыхательных системах приматов. Она имеет особенный интерес для биологов, потому что ещё недавно считалась организмом с наименьшим известным размером генома. В 2002 году была открыта архея Nanoarchaeum equitans с ещё более коротким геномом. Из известных к 2007 году бактерий наименьший геном имеет Carsonella ruddii. Ещё меньший геном имеют вирусы, но они не являются независимыми организмами.
Mycoplasma genitalium была впервые выделена из образца отделяемого уретры пациентов с негонококковым уретритом. Она может быть найдена в реснитчатых клетках эпителия мочеполового и дыхательного трактов.

## Генетические исследования
Геном Mycoplasma genitalium содержит 74 сайта рестрикции EcoRI и имеет полный размер 582 970 пар оснований. Секвенирование генома началось установлением последовательности случайных генов Петерсоном (Peterson) в 1993 и было завершено в 1995 году (Fraser, Science 270:397-403, 1995).
24 января 2008 года группа учёных из института Крейга Вентера (англ. J. Craig Venter Institute, США) сообщила о том, что ими была полностью синтезирована молекула ДНК Mycoplasma genitalium. Это первое сообщение о полной сборке ДНК, ранее учёным удавалось синтезировать ДНК лишь из готовых фрагментов. Самым крупным искусственно собранным фрагментом до этого был участок из 32 тысяч пар оснований, тогда как ДНК Mycoplasma genitalium составляет 582 970 пар оснований. В искусственный геном были сознательно вставлены несколько маркеров, отличающие рукотворную ДНК от настоящей. Также был заблокирован участок, отвечающий за патогенность бактерии.

## Компьютерное моделирование
20 июля 2012 года: Учёные создали самую подробную на сегодняшний день компьютерную модель индивидуальной клетки. Она оказалась способна предсказывать ранее неизвестные свойства реальных бактерий. Работа опубликована в журнале Cell, её краткое содержание приводится на сайте Стенфордского университета. Для максимально подробного моделирования учёные выбрали бактерию с коротким геномом — Mycoplasma genitalium.

## Клиническое значение
Mycoplasma genitalium может вызывать воспалительные заболевания органов урогенитальной системы и является микроорганизмом, патогенным для человека, в отличие от большинства других микоплазм, которые являются условно-патогенными. Существуют доказательства клинического значения Mycoplasma genitalium в развитии уретрита у мужчин и цервицита у женщин. Показана ассоциация этого микроорганизма с наличием простатита, бесплодия, воспалительных заболеваний органов малого таза, реактивного артрита, однако этиологическая роль M. genitalium в возникновении этих расстройств не доказана. Не выявлена ассоциация между наличием M. genitalium и развитием бактериального вагиноза.
Сомнительно воздействие M. genitalium на развитие осложнений беременности и родов: хотя существуют посвящённые этой теме обширные проспективные исследования, невысокая распространённость M. genitalium у беременных препятствует окончательным выводам о её влиянии на течение и исход беременности.